# Molophilus puthawing
Molophilus puthawing là một loài ruồi trong họ Limoniidae. Chúng phân bố ở miền Australasia.